# 몬트리올 상트랄역
몬트리올 상트랄역(프랑스어: Gare centrale de Montréal, 영어: Montreal Central Station)은 캐나다 퀘벡주 몬트리올의 주요 철도역으로, 캐나다에서는 토론토 유니언역 다음으로 가장 바쁜 역이다. 몬트리올 시내의 고슈티에르가 웨스트 895번지에 위치한 이 건물은 캐나다 북부 철도의 종점이기도 하였으며, 페어몬트 더 퀸 엘리자베스 호텔과 캐나다 내셔널 철도의 본사가 같은 건물에 위치해있다.
상트랄역은 몽생틸레르와 마스쿠시로 가는 몬트리올 통근열차의 중심역이자, 토론토, 오타와, 퀘벡, 핼리팩스, 종키에르, 센테르 방면 VIA 철도의 중장거리 여객 열차가 시종착하는 역이다. 이 역은 또한 2023년 7월 31일에 개통한 몬트리올 광역급행철도의 종착역으로, 이후에는 몬트리올 트뤼도 국제공항, 생트안드벨뷔, 두몽타뉴 방면으로 노선이 연장될 예정이다. 이와 동시에 상트랄역은 암트랙이 운행하는 국제열차인 애디론댁 열차가 몬트리올과 뉴욕 사이를 운행한다.
몬트리올 상트랄역은 복층 구조로, 윗층에 있는 대합실을 통해 아랫층에 있는 승강장으로 이어지는 구조이다. 이 역이 처음 지어졌을 당시에는 역 위가 뻥 뚫려있는 구조였지만 재개발을 통해 사무실과 호텔 등이 들어섰다. 몬트리올 상트랄역은 2010년에 캐나다의 문화유산 철도역으로 지정되었다.

## 위치
몬트리올 상트랄역은 캐나다 내셔널 철도 (CN)가 소유하고 있는 생티야생트선 74.1 마일 (119.3 km) 지점에 위치해있으며, 이 노선으로는 퀘벡과 핼리팩스 방면 VIA 철도 열차와 엑소 몽생틸레르선, 뉴욕 방면 암트랙 열차가 다닌다. 이 역은 또한 CN 몬트리올선 기점이기도 하며, 몬트리올선으로는 VIA 철도의 토론토, 오타와, 종키에르, 센테르 방면 열차는 물론 엑소 마스쿠시선이 다닌다. 이 역은 또한 몬트리올의 광역교통 운행 기관인 엑소가 CN으로부터 매입한 두몽타뉴선 0.8 마일 (1.3 km) 지점에 위치해있었으나, 두몽타뉴선이 무인 경전철 노선인 몬트리올 광역급행철도 (REM)의 일환으로 편입되었고 이곳에는 현재 공사가 한창 진행 중이다.
엑소와 VIA 철도 열차는 역 남쪽으로 약 1km 가량 떨어져있는 푸앵트생샤를에 있는 차량기지에서 유지·보수가 이루어진다. 몬트리올선은 푸앵트생샤를, 생앙리, 생피에르 지역을 건너 보드뢰유도리옹까지 캐나다 태평양 철도 보드뢰유선과 나란히 이어진다. 생티야생트선은 푸앵트생샤를에서 몬트리올선과 분기하여 빅토리아교를 건너 다음 역인 생람베르역까지 이어진다.
몬트리올 광역급행철도 본선 남쪽으로는 푸앵트생샤를까지 CN 몬트리올선 및 생티야생트선과 나란히 달리며, 이후 10번 고속도로를 지나 브로사르까지 사뮈엘 드 샹플랭교를 건넌다. 현재 공사가 진행 중인 본선 북쪽으로는 몽루아얄 터널을 지나 몬트리올 지하철 오렌지 선과 녹색 선을 지나 장 탈롱가에 있는 캐노라역에 들어서서 지상으로 다시 빠져나온다.

## 역사

### 초창기
몬트리올의 첫 철도는 1847년 11월 19일에 몬트리올 & 라신 철도 (Montreal and Lachine Railroad)가 보나방튀르가 (오늘날의 생자크가), 차보일레즈 광장 (오늘날의 필가) 근처에 역을 지으면서 시작되었다. 길이 8 마일 (13 km)의 이 철도는 프티트부르고뉴 지역을 지나 오늘날의 노트르담가를 건너 생앙리 지역에 다다랐다. 하지만 승객 수는 예상보다 저조하였고 이에 따라 철도 회사는 1850년 8월에 레이크세인트루이스 및 프로빈스 철도를 매입해 몬트리올 및 뉴욕 철도회사로 이름을 변경하였다. 몬트리올 및 뉴욕 철도는 미국으로 철도 노선을 이어주면서 승객 수와 기업 매출을 늘리는 것을 목표로 하였다.
이와 동시에 개통 예정이거나 미처 지어지지 못한 노선의 철도 회사들을 대거 인수한 그랜드 트렁크 철도 (GTR)가 몬트리올 및 뉴욕 철도의 라이벌 기업으로 등극하였다. 1854년, GTR은 푸앵트생샤를과 생트안드벨뷔를 잇는 철도 노선을 개통하였다. 같은 시기에 샹플랭 및 세인트로렌스 철도와 몬트리올 및 뉴욕 철도가 재정난에 어려움을 겪으며 1857년에 두 회사가 통합하여 몬트리올 및 샹플랭 철도로 이름을 변경하였다. 그럼에도 불구하고 재정난 문제가 가시지 않았던 몬트리올 및 샹플랭 철도를 두고 그랜드 트렁크 철도가 1864년 1월에 보나방튀르가에 있는 철도역과 선로 이용권을 매입하면서 역 선로와 시설을 이용할 수 있게 되었다. GTR은 이후 1872년 6월 14일에 몬트리올 및 샹플랭 철도를 인수하였다.
처음에 몬트리올 및 샹플랭 철도는 궤간이 표준궤인 1,435mm인 것과 달리, 그랜드 트렁크 철도의 궤간은 1,676mm로 광궤였다. 그랜드 트렁크 철도가 몬트리올 및 샹플랭 철도를 인수하면서 두 노선이 태너리 (오늘날의 생앙리)에서 합류하였는데, 그랜드트렁크 철도가 이와 동시에 서쪽으로 생트안드벨뷔까지 이어졌다. 몬트리올섬 내의 궤간 통일은 두 단계에 걸쳐 이루어졌는데, 1873년 10월에 몬트리올에서 사니아까지 궤간이 표준궤로 바뀌었고, 몬트리올에서 포틀랜드까지 이듬해인 1874년 9월에 표준궤로 전환되었다.
1888년 9월, GTR이 라신에서 도르발까지 5km 가량 철도 노선을 연장하면서 1854년에 서쪽으로 이어지는 철도 노선과 연결하였다. 철도는 19세기 말에 들어서서 최고의 운송 수단으로 자리잡았으며, 이에 따라 승객 수도 증가하였다. 이에 따라 GTR은 몬트리올에서 라신을 지나 토론토까지 선로를 복선화하였으며, 이는 1892년에 완공하였다. 그랜드 트렁크는 또한 1907년에 튀르콧 원형 차량기지를 지었으며, 증기 기관차가 운행을 중단할 때까지 운영하였다.

### 몽루아얄 터널
20세기 초반, 그랜드 트렁크 철도의 몬트리올 종착역은 보나방튀르역이였고, 캐나다 태평양 철도의 종착역은 윈저와 플라스 비제역이였다. 몬트리올 시내에 이미 세 개의 철도역이 있었기 때문에 캐나다 북부 철도로서는 시내에 새로운 철도역을 세우기엔 난감한 입장이었다. 하지만 캐나다 북부 철도는 이에 포기하지 않고 몬트리올 중심에 있는 산인 몽루아얄을 관통하는 터널을 뚫어 새로운 철도역을 짓기로 하였다. 1911년 8월, 몽루아얄 중심을 관통하는 터널을 뚫기 위해 캐나다 북부 몬트리올 터널 및 터미널 회사 (Canadian Northern Montreal Tunnel and Terminal Company)가 설립되었다. 이 회사는 1914년에 캐나다 북부 철도의 자회사가 되었다.
몽루아얄을 관통하는 터널을 짓기로 한 계획은 1910년에 캐나다 북부 철도의 수석 엔지니어였던 헨리 K. 윅스티드가 고안하였다. 이 터널을 짓는 데 적지 않은 비용이 들어갈 것이라는 점은 알고 있었지만, 몬트리올 북부에서 시내를 관통하는 가장 빠른 교통수단이었다. 터널 공사는 1912년에 산 양쪽 끝에서 시작되었고, 1913년 12월 10일, 터널 양쪽 끝이 이어지면서 길이 4,973m, 깊이 192m의 터널을 관통하였다.
몽루아얄 터널은 길이가 상당했고 더군다나 깊숙한 곳에 위치해있었기 때문에 증기 기관차를 운행할 수는 없었다. 이에 따라 캐나다 북부 철도는 이 구간을 전철화하였고 전기 기관차도 새로 반입하였다. 하지만 재정난과 물자 부족으로 터널 공사는 1918년 10월 4일에서야 완공되었다.. 몽루아얄을 관통하는 첫 여객열차는 완공한 지 약 2주 반 뒤에 운행하였다..

### 캐나다 내셔널 철도
1920년대에 재정난을 겪었던 그랜드 트렁크 철도는 1923년에 공기업인 캐나다 내셔널 철도 (CN)에 인수되었다. CN으로 인수되고 처음 몇 년 동안에는 그다지 바뀐 것은 없었다. 몬트리올-라신 철도는 여전히 존재하였고 보나방튀르역은 몬트리올 시내의 세 개 역사 중에서 승객이 가장 많은 철도역이었다. 1920년대 중반, CN의 두 번째 대표였던 헨리 워스 손턴은 몬트리올 시내 중심의 고슈티에르가 (Rue de la Gauchetière), 도체스터가 (Rue Dorchester, 오늘날의 르네 레베크가)와 생트카트린가 (Rue Sainte-Catherine)로 둘러싸인 부지를 전세계에서 가장 큰 철도역 중 하나로 개발하는 야심찬 계획을 구상하였다. 손턴은 철도역 뿐만 아니라 이 부지에 사무실, 극장, 상점, 문화시설 등을 입주해 오늘날의 민자역사와 비슷하게 개발할 계획이었다.. 1929년, 손턴은 이 재개발 계획을 연방 정부에 발표하고 공사는 이듬해인 1930년에 착공하였다.
부지 재개발을 위해 이 부지에 있던 기존 건물을 철거하고 아랫층에 커다란 '구멍'이 뚫렸는데, 이는 새로운 역 건물의 아랫층이 될 곳이었다. 도체스터가에는 철로를 건너기 위한 다리가 지어졌다. 역 공사는 1930년대 대공황을 겪으면서 CN도 1,800만 달러를 투입한 뒤 재정난으로 사업을 잠정 중단하였다.
1938년 대공황의 여파로 실업률이 줄어들 기미를 보이지 않자 연방 정부는 중단된 철도역 재개발 사업을 마무리하기로 했다. 몬트리올에 새로운 철도역이 필요했던 건 아니지만 당시 일자리가 없어서 굶주리고 있던 몬트리올 실업자들에게 일자리를 제공하고자 하는 목적이었다. 1938년 12월, 새뮤엘 제임스 헝거퍼드 CN 대표는 역 재개발 사업을 재개하겠다고 발표하였다.
새로 지어진 역 건물은 CN 건축가인 존 스코필드의 작품으로, 아랫층 승강장 위에 아트 데코 양식의 대합실 건물로 지어졌다. 몬트리올 상트랄역은 이후 1960년대까지 캐나다에 지어진 마지막 주요 철도역으로 남았다. 새로운 역 이름을 두고 CN 내부에서 한동안 열띤 논쟁이 이어졌는데, 처음에는 몬트리올에 처음 세워진 철도역의 이름을 따 보나방튀르역으로 지으려 하다가, 기존에 존재하던 보나방튀르역이 2차 세계대전 당시 통근열차는 물론 참전 병사 및 군수 물자를 실어날라야 했기 때문에 CN은 이 역 이름을 임시로 중앙역이라는 뜻인 상트랄역 (Gare centrale)이라고 명명하였다. 임시로 지었던 이름은 유명세를 타서 오늘날까지 그 이름이 굳게 되었다. 몬트리올 상트랄역은 1943년 7월 14일에 개통하였다.
상트랄역에는 총 16개의 여객 철도 선로가 있었는데, 이는 각각 7번에서 22번 선로로, 각 선로 사이에는 승강장이 있는 구조이다. 1번부터 6번 선로는 몽루아얄 터널로 이루어지는 선로로, 지금은 REM 전용 승강장 확장을 위해 두 개 선로로 줄어들었다. 동쪽끝에 있는 23번 선로는 특송 화물을 실어나르는 전용 선로로 쓰였다. 대합실에서 7번과 8번 선로로 이어지는 통로는 1960년대에 통근열차 수가 늘어나면서 신설되었고 1990년대에 폐쇄되었다. 상트랄역의 대부분 선로는 이 역에서 끊기며, 13번에서 16번 선로가 몽루아얄 터널까지 이어졌다. 나머지는 캐나다 북부 철도 터미널이 확장되는 대로 여객 열차 선로로 쓰였다.
몬트리올 상트랄역이 개통하면서 캐나다 북부 철도 터미널이 문을 닫게 되었다. CN은 몬트리올 시내 동부 생트카트린가에 위치한 철도역 (모로역)을 퀘벡주 북부로 향하는 열차를 위해 존치하였다. 1945년, CN은 몬트리올섬 북부에 있는 동부 분기점과 푸앵토트랑블 사이에 새로운 철도를 개통하면서 생트카트린가에 위치한 모로역은 문을 닫게 되었다. 레이크쇼어 통근열차 (오늘날의 보드뢰유-허드슨선)는 계속해서 보나방튀르역에 종착하였으나 1948년에 화재로 소실되었다.
47층 건물인 플라스 빌마리가 1962년에 몬트리올 상트랄역과 몽루아얄 터널 사이에 개통하면서 몽루아얄 터널 내 디젤 전동차 운행이 급격히 제한되었고 이후 이 구간을 운행하는 디젤 전동차는 한 대로 줄었고 1995년에는 운행이 전면 중단되었다. 당시 몽루아얄 터널을 운행하는 디젤 전동차는 가스 유출을 막기 위해 서행하는 게 금지되었다.

### 소유권 이전
캐나다 내셔널 철도는 1978년 캐나다의 모든 여객 철도를 VIA 철도에 이관하였다. 통근열차를 제외한 기관차와 동차의 소유주는 이와 동시에 VIA 철도로 변경되었다. 미국의 여객 열차도 같은 맥락으로 암트랙이 운행을 맡게 되었고, 몬트리올에서 뉴욕까지 하루 한 차례 열차가 운행하였다.
2007년 5월 28일에는 CN이 상트랄역 건물을 매각하기로 하고, 넉 달 뒤인 2007년 9월 19일, CN은 역 건물을 홈버그사에 3억 5500만 달러에 매각하기로 계약하였다. 계약서에 따르면 2007년 11월 30일부터 17층 규모의 오피스 건물과 상트랄역의 철도 시설, 대합실, 승강장 부분을 매각하기로 하였다. 이후 코미나 REIT가 홈버그로부터 건물을 매입하여 오늘날에 이르고 있다.

### 상트랄역 폭발 테러
1984년 9월 3일, 몬트리올 상트랄역에 폭탄이 설치되어 프랑스 관광객 세 명이 숨지고 45명이 부상을 입었다. 용의자는 전직 미국 군인이였던 65세 남성인 토마스 버나드 클라크 브리검 (Thomas Bernard Clark Brigham)으로, 당시 교황 요한 바오로 2세의 캐나다 방문을 항의하기 위해 폭탄을 설치하였다.
폭발 사흘 전, VIA 철도는 "코스믹 암트랙 도체스터 대표"에게 발신된 의문의 편지를 받았는데, "성스럽지 않은 바티칸의 종말"을 경고하며 프랑스어와 영어로 이어진 문장으로 앞으로 무시무시한 일이 일어날 거라는 협박 내용이 담겨있었다. 9월 3일 오전 10시 22분, 상트랄역의 132번 물품 보관함에서 파이프 폭탄이 폭발하였고 총 45명이 부상을 입었다. 목격자들의 증언에 따르면 폭발 직전 "교황이 죽었다"라고 소리쳤다.
브리검은 이후 1985년 5월에 폭발 테러로 세 명을 살해한 혐의로 유죄를 선고받아 무기징역을 선고받았고, 25년 동안 가석방이 제한되었다. 1989년 항소심에서도 같은 형량이 선고되었고, 이후 세 번째 재판을 앞두고 1993년에 73세의 나이로 감옥에서 숨졌다.

### 몬트리올 광역급행철도
1980년 말, 몬트리올 시내에서 샹플랭교를 따라 세인트로렌스강 남쪽으로 경전철을 짓는 방안이 처음으로 거론되었다. 이후 1992년에 CN은 몬트리올 상트랄역에서 브로사르에 위치한 30번 고속도로까지 모노레일 노선을 짓는 방안을 추진하였다. 1996년, 몬트리올의 광역교통을 책임지기 위해 설립된 광역교통기관 (Agence métropolitaine de transport, AMT)에서 몬트리올 시내와 브로사르를 어떤 교통수단으로 이어야 할 지 연구하였다. AMT는 처음에는 이 구간을 트램으로 계획하다가 나중에는 밴쿠버의 스카이트레인과 비슷한 경전철로 가닥을 잡았다.
연방 정부가 사뮈엘 드 샹플랭교를 새로 지으면서 퀘벡주 교통부에 샹플랭교에 어떤 교통수단이 다니는 게 좋을 지 결정할 것을 요청하였다. 1996년, 주 정부는 몬트리올의 광역 교통을 운영하는 광역교통기관 (Agence métropolitaine de transport, AMT)을 설립하여 샹플랭교에 다닐 적절한 교통수단을 모색하였고 처음에는 트램으로 계획했다가 나중에는 밴쿠버 스카이트레인과 비슷한 경전철로 가닥을 잡았다.
2015년 1월 13일, 퀘벡 주지사인 필립 쿠이야르는 퀘벡 연금보험 및 투자신탁공사 (Caisse de dépôt et placement du Québec, CDPQ)에 샹플랭교와 몬트리올 섬 서부를 잇는 새로운 교통수단의 계획과 건설을 맡기기로 하였다. 2016년 4월 22일, 몬트리올 시장과 CDPQ 대표는 광역전기철도 (Réseau électrique métropolitain, REM)라는 경전철 사업을 공식 발표하였다. 기존에 구상했던 여러 계획을 하나로 모은 이 사업은 총 길이 67km의 무인 자동 경전철로 브로사르에서 몬트리올 상트랄역을 거쳐 몬트리올 트뤼도 국제공항, 몬트리올섬 서부와 세인트로렌스강 북쪽의 두몽타뉴를 잇게 된다.
계획 도중 광역급행철도 (Réseau express métropolitain)로 이름을 바꾼 REM은 2018년 4월 12일에 그리핀타운에서 착공식과 함께 첫 삽을 들었다. 2018년 9월 중순, 상트랄역에서 맥길역 사이 맥길 칼리지가를 따라 생트카트린가에서 드 메종뇌브가 구간에 공사가 시작되었다. 우선 지중화된 전선이나 각종 케이블, 수도관 등을 먼저 이전하고 기존에 몽루아얄 터널이 지나가는 구간을 굴착하였다. 한편 상트랄역 남쪽의 그리핀타운과 푸앵트생샤를에는 라신 운하를 건너는 고가교 건설이 진행되었다.
2020년 5월 11일부터는 몽루아얄 터널이 REM 공사로 완전히 폐쇄되면서 두몽타뉴선은 부아프랑역에, 마스쿠시선은 엉식역에 종착하게 되었다. 이와 동시에 코트베르튀역과 부아프랑역을 잇는 셔틀버스는 물론 두몽타뉴선 연선을 잇는 셔틀버스가 운행을 개시하였다. 한편 코로나19는 물론 100년 전 몽루아얄 터널을 지었을 때 마저 발파되지 않은 다이너마이트가 터널에서 발견되면서 공사는 점차 지연되었다.
한편 본선 남부 구간은 공사가 한창 진전되어 2020년 12월부터 전동차 시범운행이 이루어졌고, 선로가 전철화되면서 나중에는 브로사르에서 샹플랭교를 건너 몬트리올 상트랄역까지 시범 운행이 계속되었다. 또한 상트랄역에서는 2021년부터 두 승강장 사이에 있던 선로를 걷어내고 시멘트로 메워 하나의 거대한 섬식 승강장을 짓는 작업이 한창 진행되었다.
몽루아얄 터널 공사 등 각종 공사 지연으로 REM의 개통일이 점차 늦춰졌고, 이에 따라 공사 진전이 비교적 빠른 본선 남부 구간은 시범운행을 거쳐 2023년 7월 31일에 개통하였고, 공항 지선을 제외한 나머지 북부 구간은 2024년 말에, 공항 지선은 몬트리올 공항공사와 협의하여 2027년 개통을 목표로 하고 있다.

## 역 구조

### 내부 디자인
국제 양식에 아르 데코 특징을 가미한 상트랄역은 장식된 유리창을 통해 햇빛이 들어와 대합실에 자연 채광이 된다. 처음에는 대합실에 있던 가판대로 이동 통로가 협소했지만 시간이 지나면서 이 가판대는 대합실 밖으로 이전하여 더 많은 여유 공간을 확보하였다.
계단 일곱 개, 에스컬레이터 다섯 대, 엘리베이터 네 대로 아랫층에 있는 14개의 여객열차 선로로 이어진다. 대합실에서 승강장 출입은 승무원이나 자동 출입문을 통해 개폐가 이루어진다.
1981년부터는 대합실 주위로 상업 시설이 입주하였고 국제 민간 항공 기구 (ICAO) 본부가 역 밖으로 이전하면서 대합실에 여유 공간이 생기면서 여기에는 각종 상가가 들어섰다. 이 상가는 1995년에 두몽타뉴선 보수 공사로 철거되었고, 이후 푸드코트인 '레 잘 드 라 가르' (Les Halles de la gare)로 대체되었다.

### 부조
역 동쪽과 서쪽 끝에는 캐나다에서의 삶, 여가 및 공업을 상징하는 저부조가 각각 설치되어 있는데, 여기에는 캐나다의 국가인 '오 캐나다' 가사가 역 동쪽에는 프랑스어로, 역 서쪽에는 영어로 새겨져있다. 이 부조 작품은 캐나다의 예술가인 찰스 컴포트가 디자인했고 세바스치아노 아이엘로가 건설하였다. 찰스 컴포트는 또한 원형 저부조도 디자인했는데, 이는 역 건물 토대에 새겨진 프리츠 브란트너의 부조에 같이 새겨져있다.

### 재개발
상트랄역이 자리를 잡으면서 선로 위로 건물이 점차 올라갔고 이후에는 역 건물 자체가 바깥에서 보이지 않을 정도로 개발이 이루어졌다. 1948년에는 국제 민간 항공 기구가 역 북동쪽의 유니버시티가 (오늘날의 로베르 부라사가)와 도체스터가 (오늘날의 르네 레베크가)에 본부를 건설하였다. 1958년에는 플라스 빌마리가 도체스터가 북쪽에 있는 선로 바로 위에 지어졌으며, 네 개의 건물로 이루어진 이 사무실 건물은 가장 큰 건물이 40층 규모로, 도로 밑에 있는 지하 통로를 통해 상트랄역으로 연결되었고, 이는 오늘날 몬트리올 지하도시의 기반을 다졌다.
1959년, 퀸 엘리자베스 호텔이 역 서쪽의 도체스터가와 맨스필드가에 지어졌다. 1960년에는 터널 역 건물이 철거되고 캐나다 내셔널 철도의 본사가 역 서쪽에 바로 지어졌다. 이후 역 남쪽에는 주차 타워가 지어지면서 역 외벽이 더 이상 보이지 않게 되었다. 역 동쪽에 있는 벨몽가는 역 밑으로 맨스필드가까지 이어졌다. 1967년에는 고슈티에르가 남쪽에 있는 선로 위로 12층 규모의 플라스 보나방튀르가 지어졌다. 플라스 보나방튀르는 몬트리올 지하철이 개통하면서 보나방튀르역과 이어졌다. 상트랄역과 근처에 있는 각종 오피스 및 상가 건물이 지하로 이어지면서 이후 맥길역과 상트르빌 터미널까지 통로가 생겼다.

## 시설
몬트리올 상트랄역은 매일 오전 4시 30분부터 다음 날 오전 12시 30분까지 개장한다. VIA 철도 매표소는 평일 오전 5시 15분부터 오후 7시 15분까지, 토요일 오전 5시 45분부터 오후 7시 15분까지, 일요일 오전 7시 15분부터 오후 7시 15분까지 개장하며, 수하물 창구는 월요일과 목요일에는 평일 오전 10시부터 오후 6시까지, 화요일, 수요일, 일요일에는 오전 11시부터 오후 7시까지 개장한다. 나머지 시간대에는 매표소에서 짐을 맡기거나 분실물 관련 문의를 할 수 있다.
몬트리올 지역의 대중교통 티켓을 구매할 수 있는 광역 매표소는 평일 오전 6시 30분부터 오후 7시까지, 토요일과 일요일, 공휴일에는 오전 8시 30분부터 오후 4시 30분까지 개장한다. 역 북쪽에 있는 푸드코트인 레 졸 드 라 가르는 매일 오전 5시 30분부터 오후 11시 30분까지 개장하며, 입점한 상점이나 식당마다 개장 시간이 다르므로 따로 확인해야 한다.
REM 고객센터 및 분실물센터는 승강장과 같은 층에 위치해있으며, 평일 오전 7시부터 오후 7시까지, 토요일, 일요일, 공휴일 오전 8시 30분부터 오후 4시 30분까지 개장한다.
역에는 대합실, 화장실, 엘리베이터가 있으며, 은행, 편의점, ATM기, 렌트카 카운터, 푸드코트, 택시 정류장과 공중전화 등이 있다. 상트랄역에는 또한 VIA 철도의 비즈니스 라운지가 대합실 동북쪽에 있는데, 라운지는 평일 오전 5시 30분부터 오후 7시 15분까지, 토요일 오전 5시 45분부터 오후 7시 15분까지, 일요일 오전 7시 15분부터 오후 7시 15분까지 개장한다. 역 내부와 비즈니스 라운지, VIA 열차 내부와 REM 전동차 내부에서는 와이파이를 이용할 수 있다.
역 대합실과 대합실, 화장실, 승강장은 휠체어 승객들이 이용할 수 있도록 엘리베이터와 휠체어 리프트가 설치되어있으며, VIA 철도 열차에 승차하는 승객들은 휠체어를 대여할 수도 있다.

## 운행 계통
몬트리올 상트랄역에는 퀘벡으로 향하는 열차가 하루 5대 정차하며, 오타와로 향하는 열차는 평일에는 하루 5대, 주말에는 하루 4대 정차하며, 토론토로 향하는 열차는 평일 하루 6대, 주말에는 하루 5대 정차한다. 종키에르와 센테르로 향하는 열차는 매주 월요일, 수요일, 금요일에 한 대씩 운행한다. 핼리팩스로 향하는 오션 열차는 매주 월요일, 수요일, 금요일, 일요일에 한 대씩 운행한다.
몽생틸레르선 통근열차는 평일 아침에 상트랄역에 7대가 종착하며, 평일 오후에는 몽생틸레르 방면으로 7대가 출발한다. 마스쿠시선 통근열차는 평일 아침에 상트랄역에 3대가 종착하며, 평일 오후에는 마스쿠시 방면으로 3대가 출발한다. 나머지 5대는 엉식역에서 시종착한다. 엑소 통근열차는 주말과 공휴일에는 상트랄역에서 운행하지 않는다.
뉴욕으로 향하는 암트랙의 애디론댁 열차는 코로나19 이후 운행을 중단했다가 2023년 4월 3일에 운행을 재개했지만, 2023년 6월 23일에 선로 제약 문제 등으로 다시 운행이 중단된 상태이다. 애디론댁 열차의 운행 재개 시기는 현재로서는 불투명하다.
브로사르로 향하는 몬트리올 광역급행철도 (REM)는 2023년 7월 31일에 개통하였다. 광역급행철도는 매일 오전 5시 35분부터 다음 날 오전 1시 10분까지 운행하며, 토요일 밤에는 오전 1시 40분까지 운행한다. 평일 출퇴근 시간대에는 3분 45초 간격으로 운행하며, 평시에는 7분 30초 간격으로 운행한다.

## 연계 교통

### 몬트리올 교통공사
몬트리올 상트랄역은 우선 몬트리올 지하철 오렌지 선의 보나방튀르역까지 이어져있으며, 지하철은 평일 출퇴근 시간대에 2-7분 간격으로 운행하며, 평시에는 3-8분, 주말에는 6-11분 간격으로 운행한다. 몬트리올 시내버스는 35번 그리핀타운, 36번 몽크, 74번 브릿지, 75번 드 라 코뮌, 107번 베르됭, 150번 르네 레베크, 168번 시테 뒤 아브르, 410번 노트르담 급행, 420번 노트르담드그라스 급행, 427번 생조셉 급행, 430번 푸앵토트랑블 급행, 445번 파피노 급행, 465번 코트데네이주 급행, 480번 파크 급행, 715번 구도심 / 구항구 셔틀버스는 물론 747번 공항버스, 777번 카지노 셔틀버스를 역 근처에 있는 버스 정류장에서 이용할 수 있다. 지하철이 운행하지 않는 심야에는 350번 라살 / 베르됭, 355번 피뇌프, 358번 생트카트린, 364번 셰르브루크 / 조셉 르노 버스와 747번 버스를 르네 레베크가에 있는 버스 정류장에서 이용할 수 있다.

### 상트르빌 터미널과 맨스필드 터미널
몬트리올 상트랄역 근처에는 광역 및 시외버스가 정차하는 상트르빌 터미널 (Terminus Centre-ville)과 맨스필드 터미널 (Terminus Mansfield)이 있는데, 상트르빌 터미널은 뤼 드 라 고슈티에르 웨스트 1000번지에 위치해있고, 맨스필드 터미널은 생탄투안가와 맨스필드가에 위치해있다.
상트르빌 터미널은 버스 승강장이 크게 북쪽, 중앙, 남쪽 승강장으로 나뉜다. 북쪽 승강장은 출퇴근 시간대인 평일 오전 5시 15분부터 9시 30분까지, 오후 3시부터 7시까지 개장한다. 이곳에는 롱괴유 교통망 (RTL)의 55, 86, 87번 버스가 정차한다. 중앙 승강장은 기존에 몬트리올 시내와 브로사르를 오가던 45, 90번 버스 등이 정차했으나 REM 개통으로 거의 모든 버스의 운행이 중단된 상황이다. 남쪽 승강장은 엑소 광역버스와 생장쉬르리슐리외로 향하는 버스가 정차하며, 매일 오전 5시 15분부터 다음 날 오전 1시 15분까지 개장한다. 남쪽 승강장에는 몬트리올 시내와 두몽타뉴를 잇는 엑소 로랑티드 404번과 생장쉬르리슐리외로 향하는 96번 버스가 정차한다.
상트르빌에 정차하던 롱괴유 교통망의 대부분 버스와 라프레리, 칸디악, 생트카트린, 생콩스탕, 델슨, 샹블리, 리슐리외, 마리빌, 생트줄리, 생바실르그랑, 맥마스터빌, 벨외유, 몽생틸레르, 생트마들렌, 생티야생트 등 세인트로렌스강 남쪽 지역으로 향하는 광역버스는 광역급행철도 개통으로 2023년 7월 31일부로 브로사르역으로 종점이 이전되었다.
맨스필드 터미널에는 또한 브로몽, 그란비, 코완스빌로 향하는 리모카 시외버스가 평일 오후에 정차한다. 셰르브루크에서 몬트리올로 향하는 평일 아침 일부 시외버스는 로베르 부라사가와 르네 레베크가에 정차한다.

### 메가버스
메가버스 터미널은 상트랄역 근처 뤼 생탄투안 웨스트 997번지에 위치해있으며, 몬트리올과 킹스턴, 토론토를 오가는 시외버스가 이곳에 정차한다. 몬트리올에서 다른 행선지로 가는 시외버스는 베리가에 있는 몬트리올 시외버스 터미널에서 승차할 수 있다.

### 주차장
상트랄역 근처에는 주차장이 네 곳 위치해있는데, 첫 번째는 뤼 벨몽 (rue Belmont) 904번지에 위치해있으며, 두 번째 주차장은 뤼 벨몽과 뤼 에스트 (rue Est)에 위치해있다. 세 번째 주차장은 뤼 드 라 고슈티에르 895번지에 위치한 사우스 플라자에 위치해있고, 네 번째 주차장은 페어몽 더 퀸 엘리자베스 호텔 주차장이다. 네 주차장 모두 유료 주차장으로, 현금, 비자 및 마스터카드로 주차 요금을 정산할 수 있다.

### 렌트카
몬트리올 상트랄역 내부에는 에이비스 카 렌탈과 버젯렌터카 카운터에서 차량을 대여할 수 있으며, 이 외에도 엔터프라이즈 렌터카, 스리프티, 더 허츠 코퍼레이션 등 다른 렌트카 업체도 역 근처에 위치해있다. 몬트리올의 카셰어링 업체인 커뮤노토 회원은 플라스 보나방튀르 주차장에서 차량을 지정된 시간대에 대여할 수 있다.

### 택시 및 공영 자전거
택시 정류장은 역 바로 남쪽의 고슈티에르가 입구에 위치해있다. 우버나 에바 (Eva)와 같은 앱을 통해 차량을 호출할 수도 있다. 몬트리올의 공영 자전거인 빅시 (BIXI)는 고슈티에르가와 로베르 부라사가에 위치해있으며, 또한 고슈티에르가와 카테드랄가에도 위치해있다.

## 사전입국심사 시설
2009년부터 몬트리올 상트랄역에 미국으로 향하는 암트랙의 국제선 열차를 위해 미국 사전입국심사와 캐나다 입국심사 시설을 짓는 방안이 거론되었다. 이 시설이 지어지면 몬트리올에서 미국으로 향하는 암트랙 승객들이 미국 입국심사를 사전에 받을 수 있고, 반대로 미국에서 몬트리올로 향하는 암트랙 승객들이 캐나다 입국심사를 상트랄역에서 받을 수 있게 된다. 사전입국심사 시설은 몬트리올 트뤼도 공항을 포함한 캐나다의 주요 공항에 설치되어있다. 이 시설과 동시에 암트랙의 버몬터 열차를 몬트리올까지 연장하는 방안도 계획 중이다. 현재 버몬터 열차는 워싱턴 D.C.에서 버몬트주의 세인트올번스까지 운행하며, 이 열차를 북쪽으로 114km 연장해 몬트리올까지 운행하는 계획이다. 몬트리올까지 연장하면 뉴잉글랜드 센트럴 철도와 캐나다 내셔널 철도가 소유하는 선로를 따라 운행하게 된다.
1995년 3월 31일, 암트랙은 몬트리올과 워싱턴을 잇는 몬트리올러 (Montrealer) 열차의 운행을 중단하고, 대신 버몬트주까지 운행하는 버몬터 열차로 대체되었다. 2009년, 암트랙은 상트랄역 23번 선로 옆에 사전입국심사 시설을 짓는 사전 계획을 준비하였다. 버몬터 연장을 대비해 2012년부터 2014년까지 세인트올번스에서 캐나다 국경까지 30.3km의 선로를 최대 시속 95km로 운행할 수 있도록 선로를 개량하였다. 2015년, 뉴욕주 교통부, 버몬트주 교통부, 퀘벡주 교통부와 암트랙은 애디론댁과 버몬터 열차 승객들이 이용할 입국 시설을 계획하는 데 연구용역을 추진하였다.
철도역에 사전입국심사 시설이 들어서려면 법적 제도 정비도 필요했는데, 2015년 3월 16일에는 미국과 캐나다가 이에 필요한 '육상, 철도, 해양 및 항공 운송 사전 허가에 관한 협정'을 체결하였다. 이 협정은 몬트리올 상트랄역에 사전입국심사를 설치할 수 있도록 허용하였다. 같은 해 8월 31일에는 뉴잉글랜드와 캐나다 동부 주지사 연례 회의에서 '몬트리올 상트랄역을 위한 캐나다-미국 사전입국심사 및 세관 사전 통관 사업에 대한 결의안'이 채택되었다. 2016년 12월, 미국 의회는 캐나다에서 미국 사전입국시설 설치를 허용하는 '여행, 상업 및 국가 안보 촉진법'을 통과하였다. 2017년 12월, 몬트리올 상트랄역에 미국 사전입국심사 시설 설치를 허용하는 사전입국심사법이 캐나다 의회에서도 통과하였다.
법적 제도는 정비되었으나 이후 별다른 진전을 보지 못하자 암트랙은 2019년 4월에 몬트리올 상트랄역에 시설 설립을 위한 노력과 캐나다 국경과 몬트리올 사이의 선로 개량이 조속히 이루어지길 바란다는 서한을 뉴욕주와 버몬트주, 퀘벡주에 보냈다. 이후 2021년 12월, 퀘벡주 교통부는 시설 설치에 대한 또다른 연구를 주도하고 캐나다 연방 기관과 조정하며 시설 건설을 주관할 것이라고 밝혔다.

## 참고 문헌
- Leduc, Michael (2018a). “Montreal's First Railway” [몬트리올의 첫 철도] (PDF). 《Canadian Rail》 (영어, 프랑스어) (Canadian Railroad Historical Association) (582): 3-18. 2023년 7월 29일에 원본 문서 (PDF)에서 보존된 문서. 2023년 7월 29일에 확인함.
- Leduc, Michael (2018b). “Canadian Northern's Mount Royal Tunnel Turns 100” [캐나다 북부 철도의 몽루아얄 터널이 100주년을 맞아]. 《Canadian Rail》 (영어, 프랑스어) (Canadian Railroad Historical Association) (587): 275-282.
- Leduc, Michael (2018c). “Central Station at 75” [몬트리올 상트랄역 75주년을 맞아]. 《Canadian Rail》 (영어, 프랑스어) (Canadian Railroad Historical Association) (587): 283-293.

## 인접한 역
| CN 킹스턴선 · 생티야생트선    | CN 킹스턴선 · 생티야생트선      | CN 킹스턴선 · 생티야생트선 |
| ----------------------------- | ------------------------------- | -------------------------- |
| 도르발 오타와 방면            | VIA 철도 오타와-퀘벡            | 생람베르 퀘벡 방면         |
| 도르발 토론토 · 올더숏 방면   | VIA 철도 올더숏-몬트리올        | 시·종착역                  |
| 도르발 오타와 · 팔로필드 방면 | VIA 철도 팔로필드-몬트리올      | 시·종착역                  |
| 시·종착역                     | 엑소 마스쿠시선                 | 엉식 마스쿠시 방면         |
| 시·종착역                     | VIA 철도 몬트리올-센테르 열차   | 소베 센테르 방면           |
| 시·종착역                     | VIA 철도 몬트리올-종키에르 열차 | 소베 종키에르 방면         |
| 시·종착역                     | VIA 철도 오션                   | 생람베르 핼리팩스 방면     |
| 시·종착역                     | 암트랙 애디론댁                 | 생람베르 뉴욕 방면         |
| 시·종착역                     | 엑소 몽생틸레르선               | 생람베르 몽생틸레르 방면   |
| 몬트리올 광역급행철도         |                                 |                            |
| 시·종착역                     | 몬트리올 광역급행철도           | 일데쇠르 브로사르 방면     |